# География Ростовской области
Ростовская область — субъект Российской Федерации, расположенный на юго-западе европейской части страны.

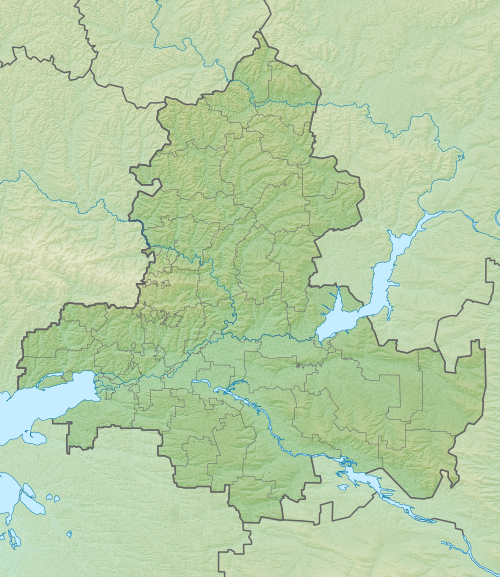
Физическая карта области

Занимает площадь 100,8 тыс. км², что составляет 0,6 % территории России; имеет протяжённость 470 км с севера на юг и 455 км с запада на восток.
Граничит:
- на севере — с Воронежской областью,
- на востоке — с Волгоградской областью и Калмыкией,
- на юге — со Ставропольским и Краснодарским краями,
- на западе — с  Донецкой и Луганской областями Украины (присоединены Россией в 2022 году как Донецкая Народная Республика и Луганская Народная Республика).

## Рельеф
Ростовская область расположена в южной части Восточно-Европейской равнины, немного захватывает район Северного Кавказа. Находится в речном бассейне Нижнего Дона. Максимальные высоты рельефа варьируются на отметке 250 метров над уровнем моря. В основном вся местность представлена равнинами, только с севера немного захватывается Среднерусская возвышенность, а на западе — восточная часть Донецкого кряжа. На юго-востоке области присутствует возвышенность Сальско-Манычской гряды. Рельеф области — равнинный, преимущественная природная зона — степь, лесов мало — ими покрыто только 5,6 процентов земельного фонда, в то время как большая часть области занята сельхозугодьями, преимущественно на высокоплодородных чернозёмах.

## Гидрография

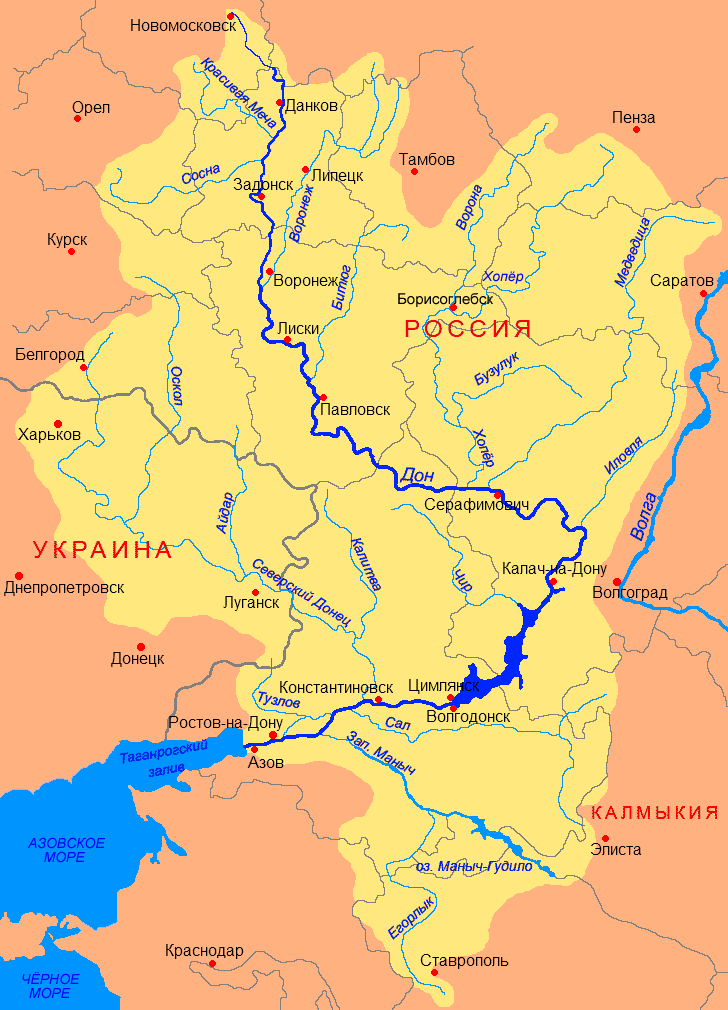
Бассейн реки Дон

На западе Ростовская область омывается Азовским морем (Таганрогский залив). На востоке имеется крупное Цимлянское водохранилище, образованное Цимлянской ГЭС. Главная водная артерия региона — река Дон, впадающая в Таганрогский залив, которая судоходна по всему своему течению. В числе других крупных рек — Северский Донец, а также Маныч и Сал, две последние создают разветвлённую сеть каналов. В числе важных водохранилищ области — Пролетарское, Весёловское, Усть-Манычское. Большинство озер области являют собой пойменные озера.

## Климат
Климат области — умеренно континентальный. Большое количество степей способствуют сильным ветрам. Средние температуры: июля — +22... +24°С, января — -3... -7°С. Абсолютные минимумы достигают -29... -35°C. Абсолютные максимумы +39...+43°C. Среднегодовое количество осадков составляет 424 мм — выпадают преимущественно на атмосферных фронтах циклонов. Их количество уменьшается в направлении с запада (650 мм) на восток (до 400 мм). Высокие температуры лета и длинный вегетационный период обеспечивают повышенную урожайность пшеницы, бахчевых, садовых культур и винограда.

## Природные ресурсы
Основным ресурсом являются каменные угли Восточного Донбасса, в особенности антрацит, один из лучших в мире по калорийности. Разрабатываются месторождения нерудного сырья для металлургии и производства строительных материалов. Имеются незначительные запасы природного газа, железной руды, флюсовых известняков, строительных материалов (песок и камень), поваренной соли.

## Растительный и животный мир
Флора области представлена более 1700 видами растений, 140 видами мхов, 190 видами лишайников и другими растениями. Наибольшим богатством растительного мира обладает северо-запад области, где произрастают 1200 видов растений. На юго-востоке флора более скудная, здесь можно встретить 780 видов растений.
Среди животного мира наибольшее распространение получили беспозвоночные (большей частью членистоногие (в основном, различные насекомые) и черви), которых здесь насчитывается более 13 тысяч видов. Также в области встречаются 76 видов млекопитающих, среди которых наибольшей многочисленностью обладают грызуны — сурки, суслики, тушканчики, мыши и другие. Среди хищников самыми распространенными видами являются волки, лисы, хорьки, ласки, горностаи, перевязки, норки, барсуки и выдры. Некоторые животные занесены в Красную книгу и находятся под защитой государства.
В водоёмах области насчитывается около 100 видов рыб, большая часть из которых обитает в пресной воде: голавль, стерлядь, синец, линь, сом, карась, щука, вьюн и другие. Часть рыбы является проходной, обитая в море, но заходя на нерест в притоки Дона: осетры, белуга, севрюга, сельдь и пузанок.
Помимо Ростовского заповедника, функционируют два природных заказника, природный парк Донской, 70 памятников природы и 7 особо-охраняемых природных территорий.

## Фотогалерея

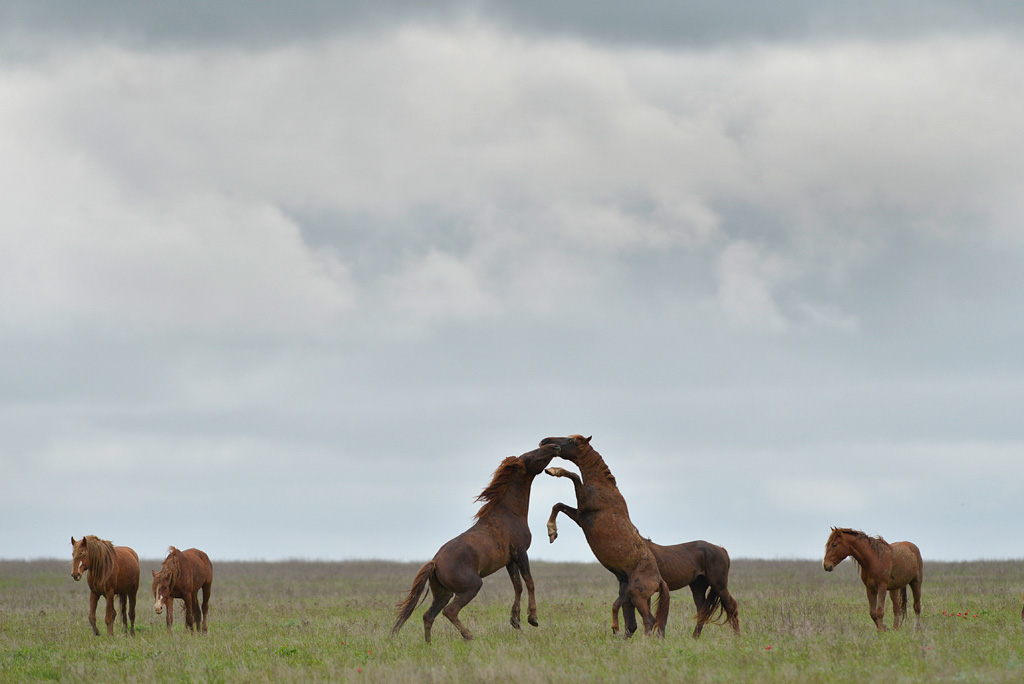
Ростовский заповедник
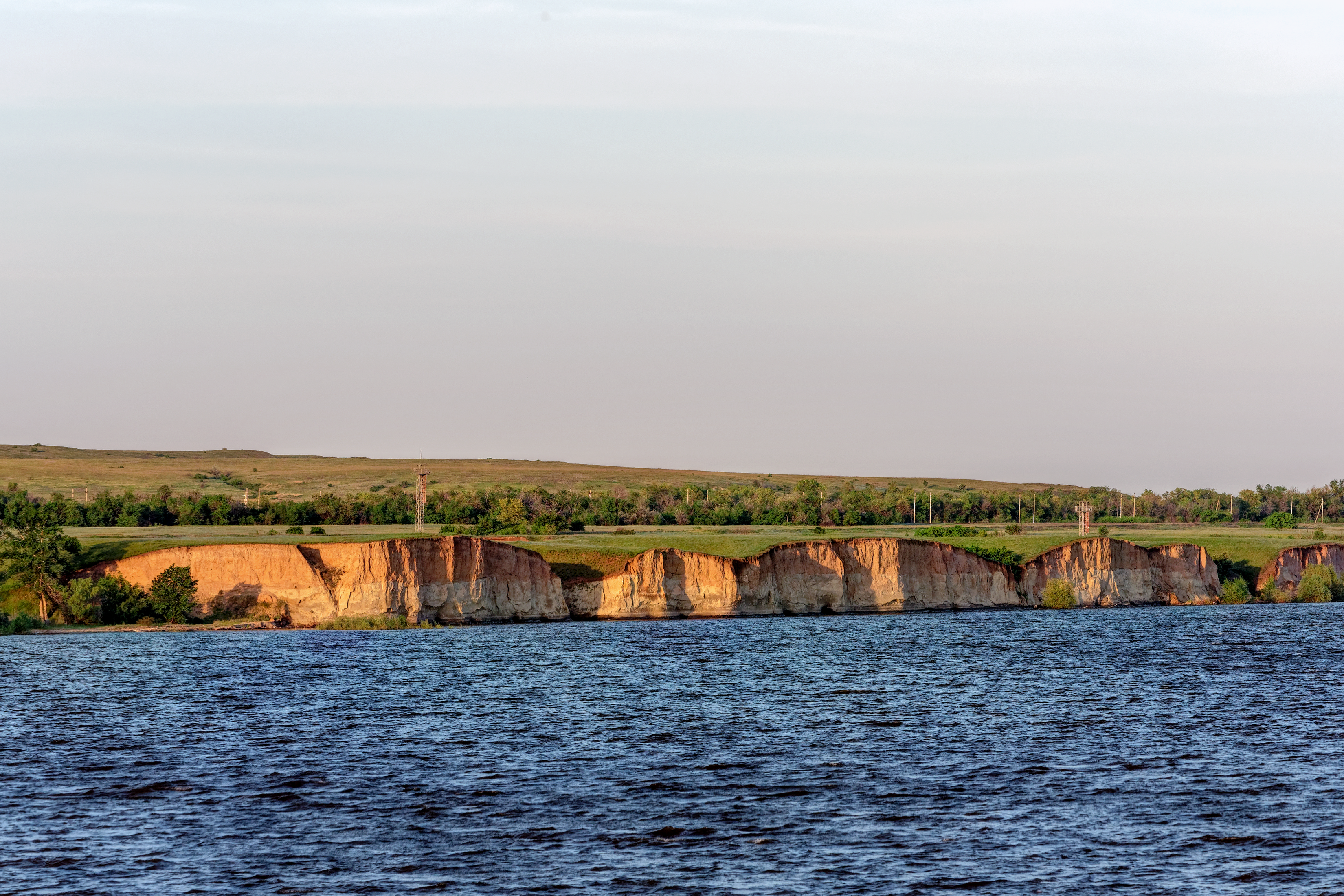
Цимлянское водохранилище
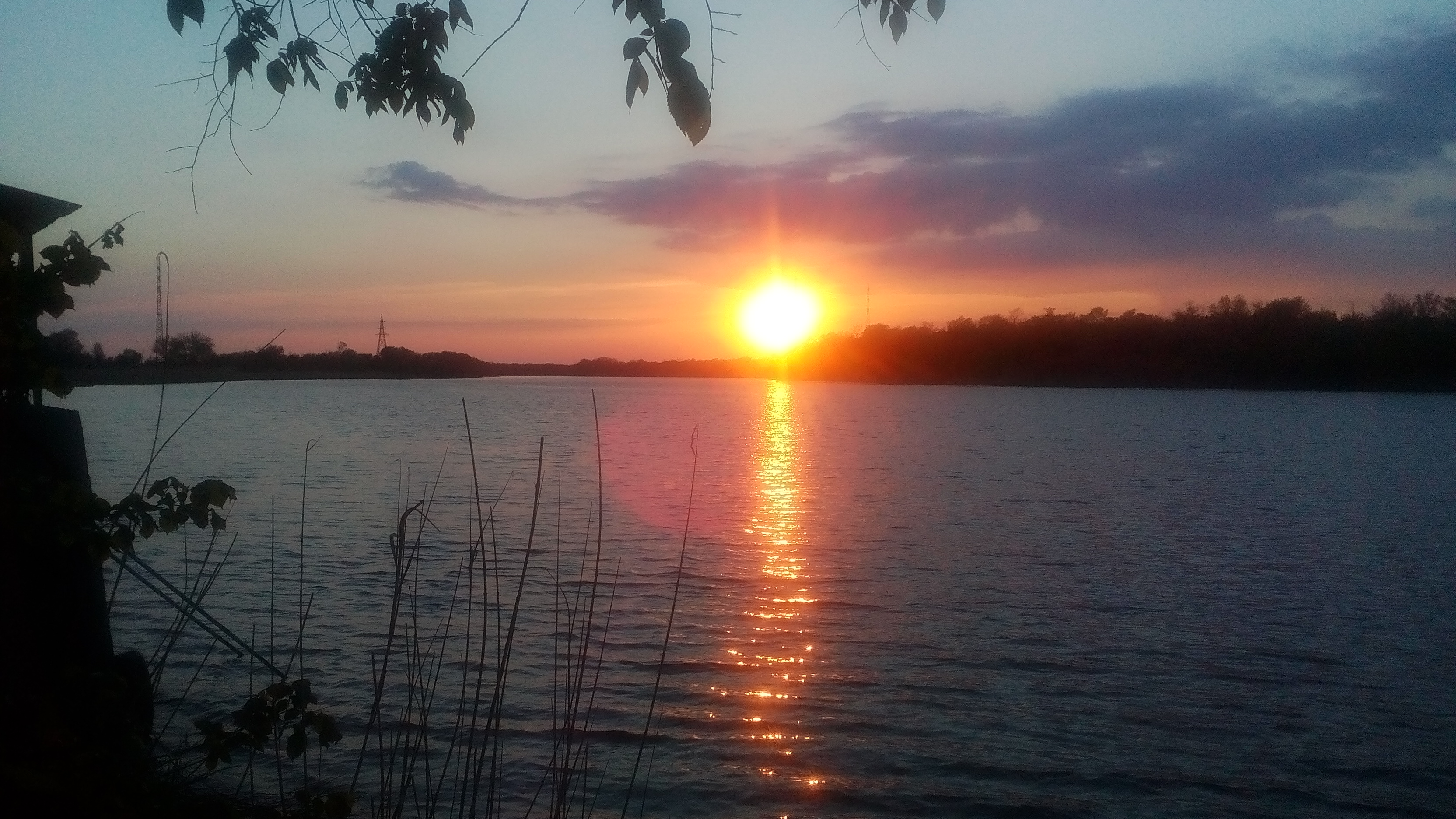
Северский Донец
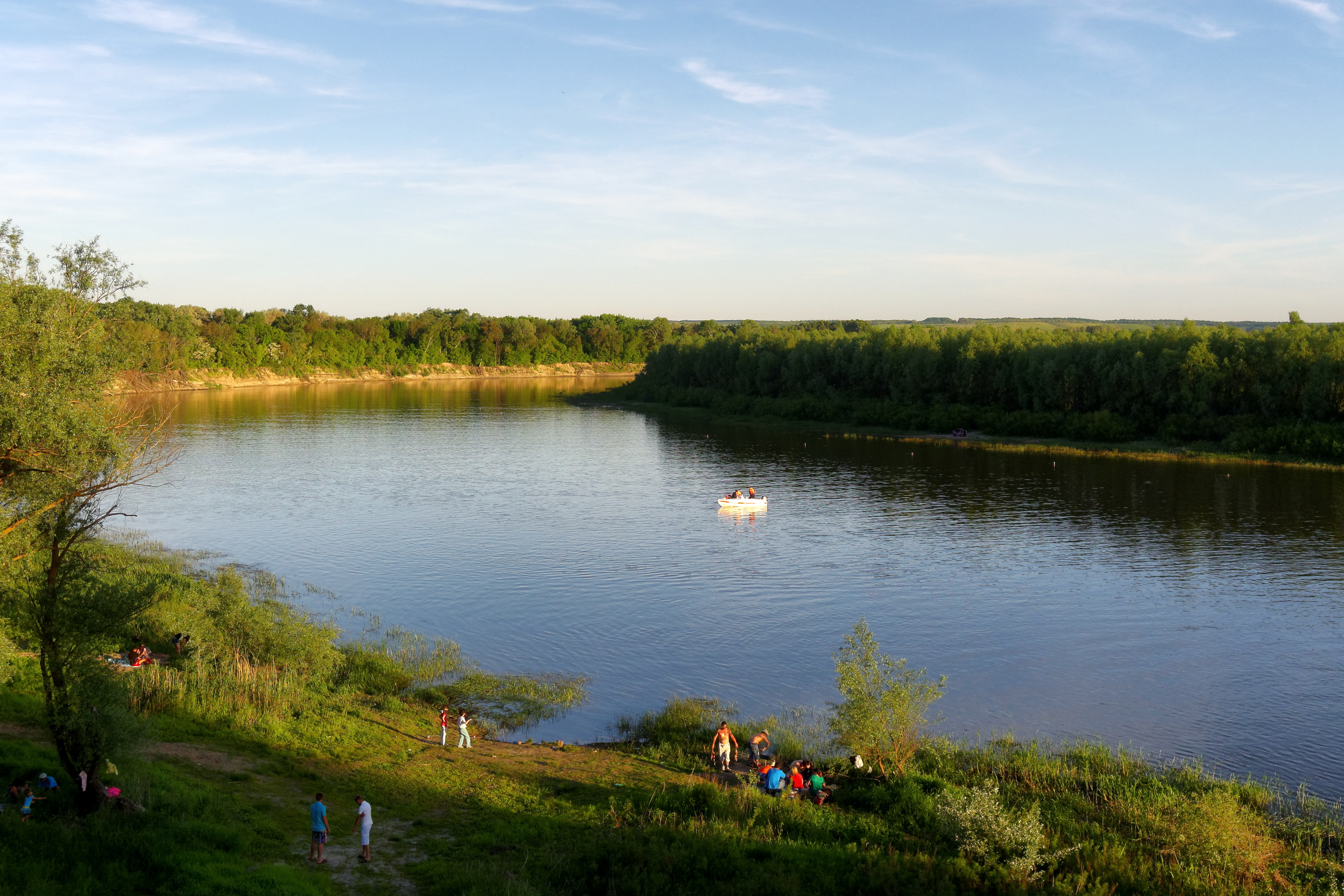
Дон в станице Вёшенской